# Auguste François
Pour les articles homonymes, voir François.
 (juin 2024).

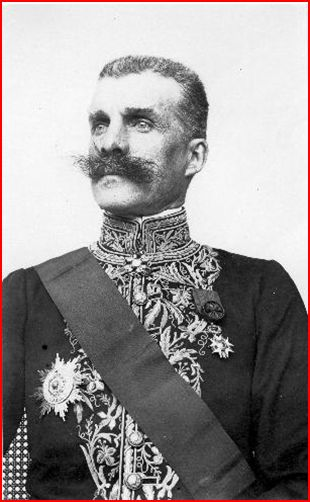
Le consul Auguste François en 1901

Auguste François est un diplomate et photographe français, né le 20 août 1857 à Lunéville et mort le 4 juillet 1935 à Belligné (Loire-Atlantique). Il est connu en Chine sous le nom de 方蘇雅 (Fang Su Ya).

## Biographie
Auguste François naît le 20 août 1857 à Lunéville en Meurthe-et-Moselle. Il commence sa carrière en France dans l'administration départementale à Arras, à Nancy puis à Paris. En 1886, rattaché aux Affaires étrangères, il part pour l'Extrême-Orient avec Paul Bert le nouveau résident général en Annam-Tonkin. Il passe deux ans au Tonkin, d'abord vice-résident à Sontay, puis vice-résident et chef de cabinet du résident général Paul Bihourd à Hanoï. Dans le cadre du protectorat, il est chargé de l’organisation administrative et des relations avec les fonctionnaires annamites. Rappelé en France en 1888, Auguste François exerce diverses fonctions à Paris puis devient le secrétaire du ministre Jules Develle dont il intègre le cabinet aux Affaires étrangères.
Il est nommé consul de France, d'abord à Asunciớn au Paraguay de 1893 à 1895, puis en Chine à Longzhou (Guangxi) jusqu'en 1898.

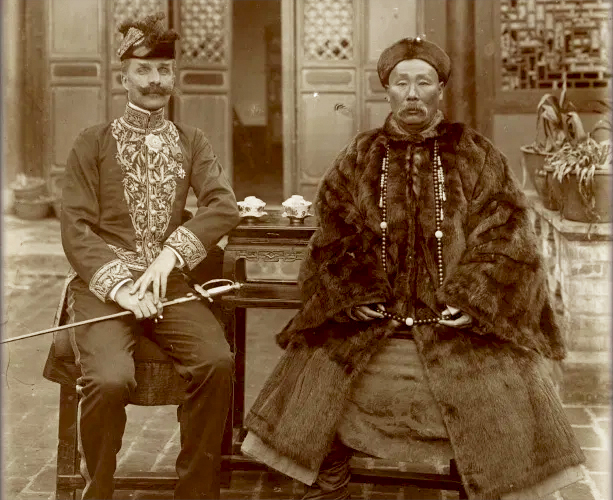
Auguste François, consul de France, avec le général Su à Yunnanfu, 1902.

De 1899 à 1904 il est affecté à Yunnan-fu, (aujourd'hui Kunming) dans le Yunnan en qualité de consul général et de délégué du gouvernement français.
Il est nommé consul général honoraire délégué au chemin de fer par le ministère des Affaires étrangères français. Au Yunnan, sa mission était d'organiser et de superviser les négociations qui ont rendu possible la construction de la ligne de chemin de fer reliant Lao-Kay au Tonkin et Yunnanfu. Légaliste, il évite un conflit armé entre la France et la Chine en s'opposant aux velléités d'annexion du gouverneur général de l'Indochine, Paul Doumer. La construction du « Chemin de fer du Yunnan », au vu des reliefs abrupts traversés, constitue une performance humaine et technique exceptionnelle.
Auguste François a participé à des explorations dans l'est du Tibet et a photographié en détail les lieux qu'il a visités en Chine : (Guangdong, Guangxi, Guizhou, Yunnan, Sichuan), ainsi que les personnalités officielles et les gens du peuple. Son œuvre est l'un des plus importants témoignages de la vie en Chine à la fin de la dynastie Qing. En outre, ami de Léon Gaumont, ses reportages cinématographiques sont considérés comme les premiers films tournés en Chine.
Fin 1904, il rentre en France avec une santé affaiblie. Le 22 avril 1907, il épouse à Paris Hélène Gabrielle de Mallmann ; 
il est le beau-frère du physicien René de Mallmann et l'oncle de l'orientaliste Marie-Thérèse de Mallmann.
En 1908, il met fin à sa carrière administrative avec le titre de ministre plénipotentiaire honoraire.
Officier de la Légion d'Honneur (1900) et grand officier de l'ordre du Dragon d'Annam (1901), il a aussi reçu en 1897 la décoration de l'Ordre du Double Dragon de la Chine impériale.

## Collections, expositions
De nombreuses institutions françaises conservent des écrits, des documents, des photographies ou des objets laissés par Auguste François, notamment :
- Musée Guimet, Paris[2] ;
- Musée du Quai Branly, Paris ;
- Réunion des musées nationaux, France.

Des images cinématographiques tournées au Yunnan entre 1900 et 1903 sont conservées au CNC, à la Cinémathèque française, aux Archives Gaumont et dans des institutions scientifiques à Londres, Oxford et Leiden.
Des photos et documents concernant le Paraguay sont conservés au Cabildo à Asunción et aux archives du ministère des Affaires étrangères à La Courneuve.
Des expositions de ses photos ont souvent été présentées en France et à l'étranger : Lunéville, Angers, Nantes, Versailles, Toulouse, Huesca, Singapour, Kunming, Chengdu, Pékin, Asunciớn, Curitiba, Nice, Paris.
Dans le cadre de la célébration du cinquantenaire de l'établissement des relations diplomatiques France-Chine, deux expositions photographiques ont été consacrées au consul Auguste François :
- « Un train pour le Yunnan, les tribulations de deux Français en Chine » au musée national des arts asiatiques - Guimet (janvier-avril 2015) ;
- « Un diplomate français en Chine, Auguste François » au musée des arts asiatiques de Nice (janvier à octobre 2014).

En 2011, Auguste François avait également été sélectionné par le ministère des Affaires étrangères pour figurer en bonne place dans l'exposition « Diplomates-Écrivains XIXe – XXe siècles ».

## Notoriété
Depuis 1898, une espèce de singe originaire du sud de la Chine qu'Auguste François avait fait découvrir au musée d'Histoire naturelle de Paris porte son nom : Trachypithecus francoisi, connu aussi sous les noms de Semnopithèque de François, François' langur ou François' leaf monkey et que les Chinois appellent 黑叶猴.
Le nom d'Auguste François a été donné à une rue de Lunéville (Meurthe-et-Moselle), à une résidence sociale à Muzillac (Morbihan), à un square à Belligné (Loire-Atlantique) ainsi qu'à un parc public de Kunming, la capitale du Yunnan ( 方苏雅公园 ).

## Galerie

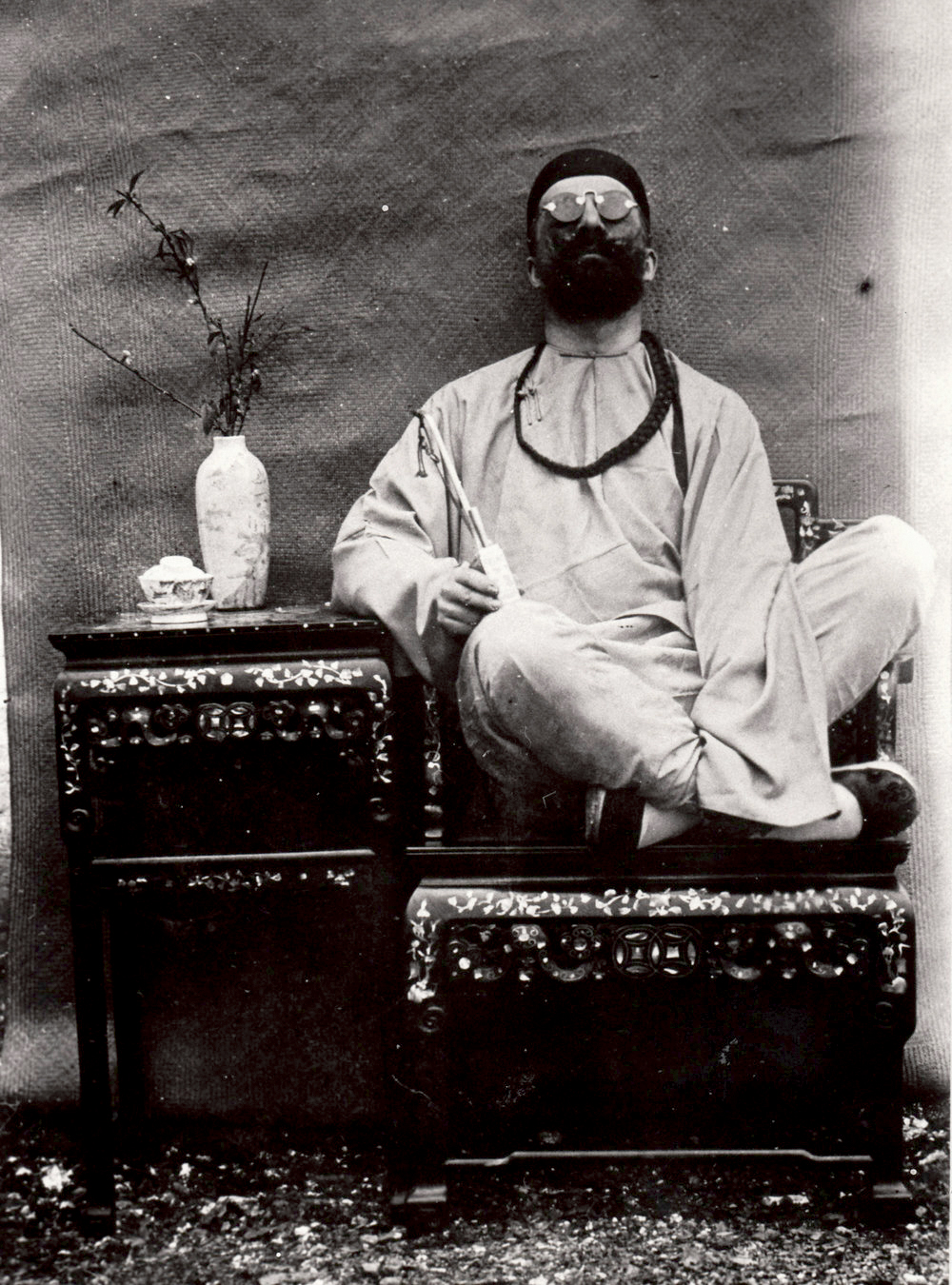
Auguste François déguisé en fumeur chinois avec une fausse tresse (1896).
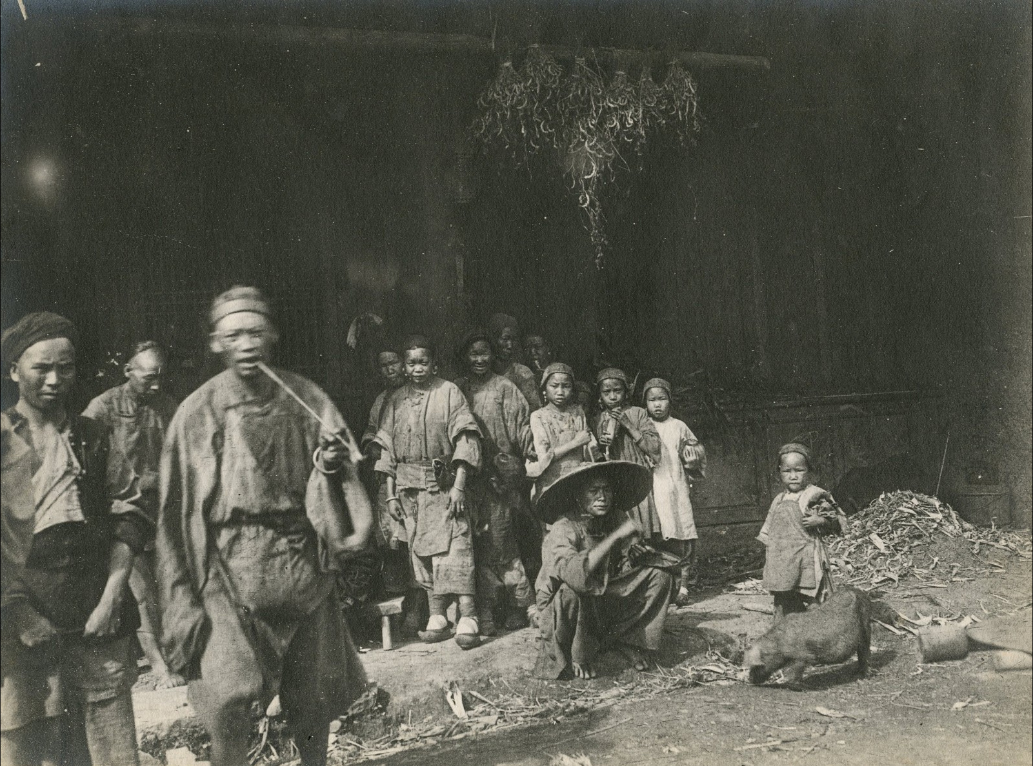
Yun-Nan-Fou - Dans la rue conduisant à la porte du Nord (avant 1905).

#### Mémoires
- Pierre Seydoux (éditeur scientifique), Le Mandarin blanc - Souvenirs d'un consul en Extrême-Orient 1886-1904, Paris, Calmann-Lévy, coll. « Temps et continents », 1990, 379 p. (ISBN 2-7021-1885-2)

réédition : Paris, l'Harmattan, 2006  (ISBN 2-296-00291-9).

#### Études
- Désirée Lenoir, Le Consul qui en savait trop. Les ambitions secrètes de la France en Chine, Nouveau Monde Éditions, 2011, 431 p. (ISBN 978-2-84736-571-9). Finaliste en 2011 du Prix mondes en guerre, mondes en paix du Centre mondial de la paix.

édition chinoise : Désirée Lenoir（希 望), 领事方苏雅：滇越铁路与云南往事, avant-propos de Sylvie-Agnès Bermann, ambassadeur de France en Chine, Nankin, Yi Lin Éditions, 2019  (ISBN 978-5-905474-02-6).
- Boris Martin, L'Iconoclaste : l'histoire véritable d'Auguste François, consul, photographe, explorateur, misanthrope, incorruptible et ennemi des intrigants, Paris, Les Editions du Pacifique, 2014, 205 p. (ISBN 978-2-87868-174-1).
- Dominique Notter, « Auguste François, un consul lorrain en Chine en 1900 », Mémoires de l'Académie de Stanislas,‎ 2018 (lire en ligne )
- Pierre Seydoux (dir.), L'Œil du consul - Auguste François en Chine (1896-1904), Paris, Chêne, Musée Guimet, 1989, 215 p. (ISBN 978-2851086075).
- (zh) 历史的凝眸--清末民初昆明社会风貌摄影纪实（1896-1925) [« Regard historique - Documentaire photographique sur le paysage social de Kunming à la fin de la période Qing et au début de la période républicaine »], Kunming,‎ 2000 (ISBN 7-80586-655-4).

#### Catalogues d'exposition
- De la mer de Chine au Tonkin : photographies, 1886-1904 (catalogue d'exposition, Musée Paul-Dupuy, Toulouse), Paris, Somogy Éditions d'art, 1996, 167 p. (ISBN 2-85056-247-5).
- (es + fr) Adriana Almanda (dir.), Auguste François en Paraguay [Texte imprimé] : fotografias, 1894-1895 - Auguste François au Paraguay : photographies, 1894-1895 (catalogue d'exposition, Centro cultural de la República El Cabildo, Asunción), Asunción, Fondo nacional de la Cultura y las artes, 2011, 222 p. (ISBN 978-99953-917-4-4).

### Télévision et médias
- L'Œil du consul, documentaire de Jorge Amat, Tanguera Films / France 3 /RMN, Paris, 1999